# Venus Express
A Venus Express az Európai Űrügynökség első űrszondája a Vénusz kutatására. A Mars Express és a Rosetta űrszonda tartalékműszereinek felhasználásával építették meg. Felépítésében hasonlít a Mars Expresshez. A szonda bizonyítékokat talált, hogy a Vénusz geológiailag még aktív.

## Küldetés
Az űrszonda 2005. november 1-jén indult a Bajkonuri űrrepülőtérről egy Szojuz–FG hordozórakétával.
2006. április 12-én pályára állt a Vénusz körül. Ehhez 50 percen át használta főhajtóművét, 25 000 km/h-ra csökkentve a bolygóhoz viszonyított 29 000 km/h-s sebességét. Az 590 kilogramm hajtóanyag nagy része elégett, ami csökkentette a szonda összsúlyát.
Az ESA illetékes tudományos programbizottsága 2007. február végén hosszabbította meg a küldetést 2009 közepéig. 2008 júliusában megkezdték a szonda pályamagasságának csökkentését, így a szonda lassulásával mérni tudják a felsőlégkör által kifejtett légellenállást, így annak sűrűségét.
2009. február 4-én december 31-ig meghosszabbították az űrszonda küldetését, majd a dátumot kitolták 2014-ig. A hosszabbítás alatti feladatai többek között: a klíma működésének jobb megértése, a feltételezett aktív vulkanizmus keresése a felszínen.
2014. november 28-án a szonda hivatalosan befejezte a mintegy nyolcévnyi küldetését, mert a hajtóművei működtetéséhez szükséges üzemanyag elfogyott. Ennek hiányában a szonda nem tudja a Föld felé irányítva küldeni a még esetleg rendelkezésre álló adatokat. A szondát 2014 nyara folyamán szándékosan alacsonyabb pályára állították, hogy adatokat nyerjenek a Vénusz alacsonyabb légrétegeiről is, továbbá, hogy tapasztalatokat szerezzenek a légkör fékező hatásáról a későbbi küldetések számára.

## Eredmények
A Venus Express SPICAV műszere 2011-ben vékony ózonréteget fedezett fel a Vénusz légkörében, mintegy 100 km-es magasságban. Az ózon sűrűsége a földi ózonréteg ezredrésze lehet, vastagsága 5–10 km.

## Műszerek
- VMC (Venus Monitoring Camera): CCD kamera a felszín vizsgálatára.
- ASPERA-4 (Analyzer of Space Plasmas and Energetic Atoms): a napszél és a Vénusz légköre közötti kölcsönhatásokat vizsgálja.
- MAG (Magnetometer): a Vénusz magnetoszférájának erősségét és változásait méri.
- PFS (Planetary Fourier Spectrometer): infravörös tartományban vizsgálja a Vénusz légkörét.
- SPICAV (Spectroscopy for Investigation of Characteristics of the Atmosphere of Venus): az infravörös és ultraibolya sugárzást vizsgálja a Vénuszról és a Napról.
- VIRTIS (Visible and Infrared Thermal Imaging Spectrometer): a légkör rétegeit és a felszín hőmérsékletét vizsgálja.

## Külső hivatkozások

### Magyar oldalak
- Magyar részvétel a Venus Express programjában
- Megérkeztek a Venus Express első felvételei (2006. április 14.)

### Külföldi oldalak
- Venus Express (ESA)
- ESA Science & Technology: Venus Express
- Venturing into the upper atmosphere of Venus 2014-11-11